# راهی برای فرار نیست (فیلم ۱۹۷۸)
راهی برای فرار نیست (به انگلیسی: Nowhere to Run) یک فیلم تلویزیونی آمریکایی در ژانر درام محصول سال ۱۹۷۸ میلادی به کارگردانی ریچارد لانگ که بر اساس رمان سال ۱۹۷۶ چارلز انیشتین ساخته شده‌است.

## بازیگران
- مرد خوش شانس - هری آدامز: دیوید جانسن
- همسر - ماریان آدامز: استفانی پاورز
- هربی استولتز: آلن گارفیلد
- عشق دوم - ایمی کسلر: لیندا ایوانز
- دوست همسر - Charleen: آنا کاپری
- مادر همسر: نوا پترسون
- پدر همسر: جان رندولف
- جو آناستو: آنتونی آیزلی
- مک مانی: جیمز کیچ
- کافمن: لنس لگو
- کریستوس: لیونل دکر
- اسپنس: چارلز سیبرت
- دکتر اشتاینبرگ: ریچارد مک کنزی
- مهر: کنت توبی
- اونیل: جان پی. فینگان
- سمت چپ: آنتونی آلدا
- خانم اشنایدر: پیچک بیتون
- خدمتکار: مرلین کالمن
- الیور: پاول تولی